# Chishō Takaoka
Chishō Takaoka (高岡 智照; Prefectura de Nara, 22 de abril de 1896 - 22 de octubre de 1994), más conocida como Chiyoha (千代葉) o Teruha (照葉), fue una geisha y escritora japonesa. Ella era de Nara, fue vendida al Karyūkai de Osaka, convirtiéndose en maiko a los 13 años. Se hizo famosa por su radiante belleza por su carácter y personalidad, lo demostró a los 15 años cuando se cortó el dedo meñique; después de eso se marchó a Tokio donde se convirtió en geisha de Shinbashi con el nombre de Teruha. Fue una modelo popular presentada en postales y conocida internacionalmente como la «Geisha de nueve dedos», también inspiró la novela de Jakucho Setouchi, titulada Jotoku.
Se casó a los 33 años con un deportista, viajó a Estados Unidos y Europa, pero se dice que tenía una amante como mujer.
Se divorció y después de relaciones amorosas desenfrenadas y varios intentos de suicidio, finalmente ingresó en un monasterio, convirtiéndose a la edad de 40 años en monja del templo Gyouji. 
Escribió varios libros, 
Entre ellos 女徳 （じょとく）Jyotoku.
Su biografía se puede leer en 花喰鳥 （はなくいどり）Hanakuidiri (1994)
Falleció a la edad de 98 años 
Takaoka Chishô/高岡 智照 1896ー1994
Nombre real: Tatsuko /高岡 
Nombre artístico Maiko en Osaka: 
Chiyoha/千代葉
Nombre artístico en Shinbashi: Teruha/照葉
Nombre de monja: Chishôni/智照尼.

## Infancia en Osaka
Chishō nació en 1896 en la prefectura de Nara, pero su notificación de nacimiento fue registrada en el ayuntamiento de Osaka por sus padres, su padre era un alcohólico que trabajaba como herrero, cuando Chishō tenía dos años, su madre, Oda Tsuru, murió. Sin embargo, hay otra teoría de que Tsuru se escapó de su hogar. Fue criada por su abuela, y cuando tenía siete años, trabajó en la sala de té de su tía como camarera. A los 12 años, su padre le mintió y la vendió a la esclavitud, enviándola a Oume Tsujii, cortesana de Onoe Kikugorō V. A los 14 años, al recibir 250 yenes para su preparación laboral, se convirtió en la hija adoptiva de Kagaya (Kashi Zashiki), y debutó con el nombre artístico Chiyoha. Su belleza inusual la ayudó a ganar popularidad, y su mizuage fue comprada por un presidente de una transacción de bolsa de Osaka.
A los 15 años, se involucró emocionalmente con Otomine, un famoso playboy y vendedor de ropa de primer nivel, que vivía en Higashi-ward (Kita hisahōchō). Chishō se fugó con él a Beppu Onsen. Cuando Otomine descubrió que tenía una foto de un actor kabuki en su espejo de mano, se puso celoso y rompió con ella. Para transmitir su fidelidad a Otomine, ella cortó su meñique con una navaja de afeitar y se lo llevó. También se dijo que, cuando estaba tratando de curar su artritis en el spa Beppu, ella vino y le propuso suicidarse, pero él lo rechazó. Luego ella se dio su propio dedo con el propósito de apelar por su amor.

## Vida en Tokio
El escándalo hizo que le resultara difícil permanecer en Osaka, y fue llevada bajo el cuidado de Kiyoka, una geisha en Tokio que era la concubina de Lord Taketarō Gōtō. Ella trabajó en Kōfuen, Mukōjima, y Kiyoka asumió reembolsos de deudas de 3 000 yenes. El día que debutó, se enteró de que su hermano menor había sido quemado en un incendio. Originalmente en la naturaleza era una geisha silenciosa en el salón de zashiki, así que cuando recibió el impacto de la separación de Otomine y la noticia de la muerte de su hermano, se había cortado el dedo. Muchos hombres vinieron y la vieron y ella pronto se convirtió en una geisha codiciada. Muchas tarjetas con su foto eran una mercancía comercial, y se vendieron rápidamente. Algunos hombres también las copiaron ilegalmente y las vendieron, y Chishō los acusó de infracción de derechos de autor.
Tenía un talento modesto como geisha, y tenía un objetivo académico. Aprendió el kanji leyendo muchos libros y luego se convirtió en una buena escritora.

## De geisha a hermana budista
En 1919, se casó con Suezo Oda. Ella visitó los Estados Unidos con su esposo y viajó por todo el país. Durante ese tiempo ella vivió en el dormitorio de una escuela de chicas mientras estudiaba inglés durante ocho meses, donde tuvo una aventura amorosa con una mujer.
Después de regresar a casa, su comportamiento en los Estados Unidos creó tensiones en su matrimonio. Ella intentó suicidarse dos veces y se divorciaron. Después de eso, viajó nuevamente a los Estados Unidos. Más tarde fue a Londres y, siguiendo los consejos de su amigo Sessue Hayakawa, se mudó a París donde, según se dice, dio a luz a un niño. 
Después de regresar nuevamente a su casa, trabajó como geisha. En 1923, bajo el nombre de Teruha Oda, protagonizó la película Ai no tobira (la puerta del amor) dirigida por Shiro Nakagawa. Luego se volvió a casar con un médico y dirigió un bar en Osaka.
En 1928, escribió la primera de cinco autobiografías, Teruha zange. En 1935, a los 39 años, ingresó al sacerdocio budista en el Templo Kume y se refirió a sí misma como Chisho (智照). Ella fue a Giōji en Kioto, que había sido arruinada, y la reconstruyó. Giōji llamó la atención de las mujeres heridas y fue su refugio. En 1963, Jakucho Setouchi escribió la novela Jotoku, que se inspiró en la vida de Chisho, quien falleció en 1994 a la edad de 98 años.